# 대니얼 슈밋 (축구 선수)
대니얼 슈밋(일본어: シュミット・ダニエル 슈밋토 다니에루[*], 1992년 2월 3일 ~ )은 미국에서 태어난 일본의 축구 선수이다. 현재 벨기에 프로 리그의 헨트에서 뛰고 있다.

## 구단 경력
미국 일리노이주에서 영어 강사인 독일계 미국인 아버지와 일본인 어머니 사이에서 태어났으며 2세 시절에 가족들과 함께 일본 센다이시로 이주했다. 어린 시절부터 축구에 입문했고 주오 대학을 졸업했다. 2014년에는 베갈타 센다이에 입단했다.

## 국가대표팀 경력
2018년 11월 16일 기린 챌린지컵 베네수엘라전에서 일본 국가대표팀에 데뷔하였다. 2019년 1월 아시안컵 일본 대표팀에 소집되어 조별리그 3차전 우즈베키스탄전에 선발로 출전하였다. 아시안컵 준우승. 2022년 FIFA 월드컵에 선발되었으나 경기에 출전하지는 못하였다. 그는 2023년까지 국제 A매치 통산 14경기에 출전했다.

## 통계
| 일본 | 일본 | 일본 |
| 연도 | 출전 | 득점 |
| ---- | ---- | ---- |
| 2018 | 1    | 0    |
| 2019 | 4    | 0    |
| 2020 | 2    | 0    |
| 2021 | 0    | 0    |
| 2022 | 4    | 0    |
| 2023 | 3    | 0    |
| 통산 | 14   | 0    |